# هاردينهين
هاردينهين (بالفرنسية: Hardinghen)‏ هي بلدية تقع في إقليم باد كاليه من منطقة نور با دو كاليه في شمال فرنسا. تبلغ مساحة هذه المدينة 8.24 (كم²)، وترتفع عن سطح البحر 70 م، يبلغ عدد سكانها 1012 نسمة حسب إحصاء المعهد الوطني للإحصاء والدراسات الاقتصادية سنة 2009 م. وترأس Didier Devin البلدية خلال فترة (2008-2014).